# Segunda fase da Copa Sul-Americana de 2013
A segunda fase da Copa Sul-Americana de 2013 foi disputada entre 13 de agosto e 5 de setembro. Os vencedores de cada chave classificaram-se para as oitavas-de-final.
As equipes se enfrentaram em jogos eliminatórios de ida e volta, classificando-se a que marcasse o maior número de gols. Em caso de igualdade em gols, a regra do gol marcado como visitante seria utilizada para o desempate. Persistindo o empate, a vaga seria definida em disputa por pênaltis.
Equipes da Argentina e do Brasil fizeram confrontos nacionais nesta fase, junto com as outras dezesseis equipes das demais federações classificadas da primeira fase.

## Resultados
| Chave | Equipe 1                                               | Total                                                  | Equipe 2                                               | Ida                                                    | Volta                                                  |
| ----- | ------------------------------------------------------ | ------------------------------------------------------ | ------------------------------------------------------ | ------------------------------------------------------ | ------------------------------------------------------ |
| O1    | Universidad Católica                                   | 7–2                                                    | Emelec                                                 | 4–0                                                    | 3–2                                                    |
| O2    | San Lorenzo                                            | 0–1                                                    | River Plate                                            | 0–1                                                    | 0–0                                                    |
| O3    | Deportivo Pasto                                        | 3–0                                                    | Colo-Colo                                              | 1–0                                                    | 2–0                                                    |
| O4    | Sport                                                  | 2–2 (3–1 p)                                            | Náutico                                                | 2–0                                                    | 0–2                                                    |
| O5    | Águilas Doradas                                        | 1–0                                                    | River Plate                                            | 1–0                                                    | 0–0                                                    |
| O6    | Belgrano                                               | 1–2                                                    | Vélez Sarsfield                                        | 1–0                                                    | 0–2                                                    |
| O7    | Universidad de Chile                                   | 4–2                                                    | Independiente del Valle                                | 1–1                                                    | 3–1                                                    |
| O8    | Portuguesa                                             | 1–2                                                    | Bahia                                                  | 1–2                                                    | 0–0                                                    |
| O9    | Guaraní                                                | 0–2                                                    | Atlético Nacional                                      | 0–2                                                    | 0–0                                                    |
| O10   | Racing                                                 | 1–4                                                    | Lanús                                                  | 1–2                                                    | 0–2                                                    |
| O11   | La Equidad                                             | 1–1 (gf)                                               | Cobreloa                                               | 0–0                                                    | 1–1                                                    |
| O12   | Vitória                                                | 1–1 (3–4 p)                                            | Coritiba                                               | 1–0                                                    | 0–1                                                    |
| O13   | Libertad                                               | 4–1                                                    | Mineros de Guayana                                     | 2–0                                                    | 2–1                                                    |
| O14   | Criciúma                                               | 1–2                                                    | Ponte Preta                                            | 1–2                                                    | 0–0                                                    |
| O15   | LDU Loja                                               | 1–0                                                    | Nacional                                               | 0–0                                                    | 1–0                                                    |
| O16   | São Paulo diretamente classificado às oitavas-de-final | São Paulo diretamente classificado às oitavas-de-final | São Paulo diretamente classificado às oitavas-de-final | São Paulo diretamente classificado às oitavas-de-final | São Paulo diretamente classificado às oitavas-de-final |

### Chave O1
| 20 de agosto  | Universidad Católica                                 | 4 – 0     | Emelec | Estádio San Carlos de Apoquindo, Santiago |
| 19:15 (UTC-4) | Meneses 27' · Álvarez 45' · Castillo 64' · Jadue 90' | Relatório |        | Árbitro: ARG Patricio Loustau             |

| 27 de agosto  | Emelec            | 2 – 3     | Universidad Católica                   | Estádio George Capwell, Guaiaquil |
| 17:30 (UTC-5) | Valencia 64', 71' | Relatório | Castillo 41' · Cordero 61' · Jadue 73' | Árbitro: COL Imer Machado         |

### Chave O2
| 22 de agosto  | San Lorenzo | 0 – 1     | River Plate | Estádio Nuevo Gasómetro, Buenos Aires |
| 19:40 (UTC-3) |             | Relatório | Maidana 17' | Árbitro: ARG Mauro Vigliano           |

| 5 de setembro | River Plate | 0 – 0     | San Lorenzo | Estádio Monumental de Núñez, Buenos Aires |
| 21:15 (UTC-3) |             | Relatório |             | Árbitro: ARG Néstor Pitana                |

### Chave O3
| 22 de agosto  | Deportivo Pasto | 1 – 0     | Colo-Colo | Estádio Departamental Libertad, Pasto |
| 19:50 (UTC-5) | Mina 17'        | Relatório |           | Árbitro: BOL Óscar Maldonado          |

| 28 de agosto  | Colo-Colo | 0 – 2     | Deportivo Pasto  | Estádio Monumental, Santiago |
| 21:00 (UTC-4) |           | Relatório | Lalinde 16', 33' | Árbitro: ARG Silvio Trucco   |

### Chave O4
| 20 de agosto  | Sport                          | 2 – 0     | Náutico | Estádio Ilha do Retiro, Recife |
| 19:30 (UTC-3) | Felipe Azevedo 4' · Patric 42' | Relatório |         | Árbitro: BRA Sandro Ricci      |

| 28 de agosto  | Náutico                       | 2 – 0     | Sport | Arena Pernambuco, São Lourenço da Mata |
| 21:50 (UTC-3) | Elicarlos 45+2' · Olivera 63' | Relatório |       | Árbitro: BRA Héber Lopes               |

|                                            |       | Penalidades                            |  |
| Olivera Tiago Real Jonatas Belusso Rogério | 1 – 3 | Felipe Azevedo Marcelo Cordeiro Patric |  |

### Chave O5
| 21 de agosto  | Águilas Doradas | 1 – 0     | River Plate | Estádio Metropolitano Ciudad de Itagüí, Itagüí |
| 16:00 (UTC-5) | Cortés 62'      | Relatório |             | Árbitro: ECU Omar Ponce                        |

| 28 de agosto  | River Plate | 0 – 0     | Águilas Doradas | Estádio Luis Franzini, Montevidéu |
| 19:30 (UTC-3) |             | Relatório |                 | Árbitro: PAR Ulises Mereles       |

### Chave O6
| 13 de agosto  | Belgrano         | 1 – 0     | Vélez Sarsfield | Estádio Gigante de Alberdi, Córdova |
| 21:30 (UTC-3) | Sabia 16' (g.c.) | Relatório |                 | Árbitro: ARG Diego Ceballos         |

| 29 de agosto  | Vélez Sarsfield                   | 2 – 0     | Belgrano | Estádio José Amalfitani, Buenos Aires |
| 21:50 (UTC-3) | Rescaldani 28' · Pratto 71' (pen) | Relatório |          | Árbitro: ARG Saúl Laverni             |

### Chave O7
| 21 de agosto  | Universidad de Chile | 1 – 1     | Independiente del Valle | Estádio Nacional, Santiago  |
| 21:30 (UTC-4) | Díaz 42'             | Relatório | León 61'                | Árbitro: PAR Julio Quintana |

| 29 de agosto  | Independiente del Valle | 1 – 3     | Universidad de Chile                  | Estádio Rumiñahui, Sangolquí |
| 15:00 (UTC-5) | A. Solís 29'            | Relatório | Díaz 26' · Aránguiz 69' · Civelli 85' | Árbitro: PER Henry Gambetta  |

### Chave O8
| 22 de agosto  | Portuguesa       | 1 – 2     | Bahia                    | Estádio do Canindé, São Paulo |
| 21:50 (UTC-3) | Bruno Moraes 60' | Relatório | Wallyson 40' · Obina 90' | Árbitro: BRA Wilton Sampaio   |

| 28 de agosto  | Bahia | 0 – 0     | Portuguesa | Arena Fonte Nova, Salvador   |
| 21:50 (UTC-3) |       | Relatório |            | Árbitro: BRA Péricles Cortez |

### Chave O9
| 20 de agosto  | Guaraní | 0 – 2     | Atlético Nacional               | Estádio Rogelio Livieres, Assunção |
| 19:15 (UTC-4) |         | Relatório | Cabral 1' (g.c.) · Valencia 82' | Árbitro: CHI Julio Bascuñán        |

| 27 de agosto  | Atlético Nacional | 0 – 0     | Guaraní | Estádio Atanasio Girardot, Medellín |
| 20:00 (UTC-5) |                   | Relatório |         | Árbitro: VEN Marlon Escalante       |

### Chave O10
| 14 de agosto  | Racing    | 1 – 2     | Lanús                     | Estádio El Cilindro, Avellaneda |
| 21:15 (UTC-3) | Viola 64' | Relatório | Melano 39' · Romero 45+1' | Árbitro: ARG Germán Delfino     |

| 28 de agosto  | Lanús               | 2 – 0     | Racing | Estádio La Fortaleza, Lanús   |
| 19:30 (UTC-3) | Izquierdoz 33', 70' | Relatório |        | Árbitro: ARG Patricio Loustau |

### Chave O11
| 20 de agosto  | La Equidad | 0 – 0     | Cobreloa | Estádio Metropolitano de Techo, Bogotá |
| 20:30 (UTC-5) |            | Relatório |          | Árbitro: VEN José Argote               |

| 29 de agosto  | Cobreloa         | 1 – 1     | La Equidad | Estádio Regional, Antofagasta |
| 18:30 (UTC-4) | Chávez 30' (pen) | Relatório | Moreno 26' | Árbitro: BOL Raúl Orosco      |

### Chave O12
| 21 de agosto  | Vitória      | 1 – 0     | Coritiba | Estádio Barradão, Salvador   |
| 21:50 (UTC-3) | Fabrício 88' | Relatório |          | Árbitro: BRA Ricardo Marques |

| 27 de agosto  | Coritiba        | 1 – 0     | Vitória | Estádio Couto Pereira, Curitiba |
| 21:50 (UTC-3) | Júlio César 47' | Relatório |         | Árbitro: BRA Paulo Oliveira     |

|                                                        |       | Penalidades                                                     |  |
| Vítor Júnior Bill Arthur Victor Ferraz Júlio César Gil | 4 – 3 | Fabrício Luís Alberto Biancucchi Pedro Oldoni Marquinhos Elizeu |  |

### Chave O13
| 21 de agosto  | Libertad                     | 2 – 0     | Mineros de Guayana | Estádio Dr. Nicolás Leoz, Assunção |
| 19:15 (UTC-4) | Samudio 36' · Montenegro 45' | Relatório |                    | Árbitro: URU Daniel Fedorczuk      |

| 28 de agosto     | Mineros de Guayana | 1 – 2     | Libertad                   | Polideportivo Cachamay, Puerto Ordaz |
| 20:30 (UTC-4:30) | Blanco 44'         | Relatório | Montenegro 8' · Aquino 45' | Árbitro: ECU Diego Lara              |

### Chave O14
| 21 de agosto  | Criciúma       | 1 – 2     | Ponte Preta              | Estádio Heriberto Hülse, Criciúma |
| 21:50 (UTC-3) | João Vitor 88' | Relatório | César 5' · Chiquinho 66' | Árbitro: BRA Leandro Vuaden       |

| 27 de agosto  | Ponte Preta | 0 – 0     | Criciúma | Estádio Moisés Lucarelli, Campinas |
| 19:30 (UTC-3) |             | Relatório |          | Árbitro: BRA Marcelo Henrique      |

### Chave O15
| 22 de agosto  | LDU Loja | 0 – 0     | Nacional | Estádio Federativo Reina del Cisne, Loja |
| 17:40 (UTC-5) |          | Relatório |          | Árbitro: COL Adrián Vélez                |

| 29 de agosto  | Nacional | 0 – 1     | LDU Loja | Estádio Defensores del Chaco, Assunção |
| 18:30 (UTC-4) |          | Relatório | Wila 27' | Árbitro: URU Darío Ubríaco             |